# Lhota Netřeba
Lhota Netřeba je část obce Podbřezí v okrese Rychnov nad Kněžnou. Nachází se 2 km na východ od Podbřezí. V roce 2009 zde bylo evidováno 91 adres. V roce 2001 zde trvale žilo 160 obyvatel. Lhota Netřeba je tvořena vesnicí Lhota u Dobrušky, roztroušenou zástavbou osady Netřeba a samotou Škutina.
Lhota Netřeba leží v katastrálním území Lhota u Dobrušky o rozloze 2,87 km2.

## Další fotografie

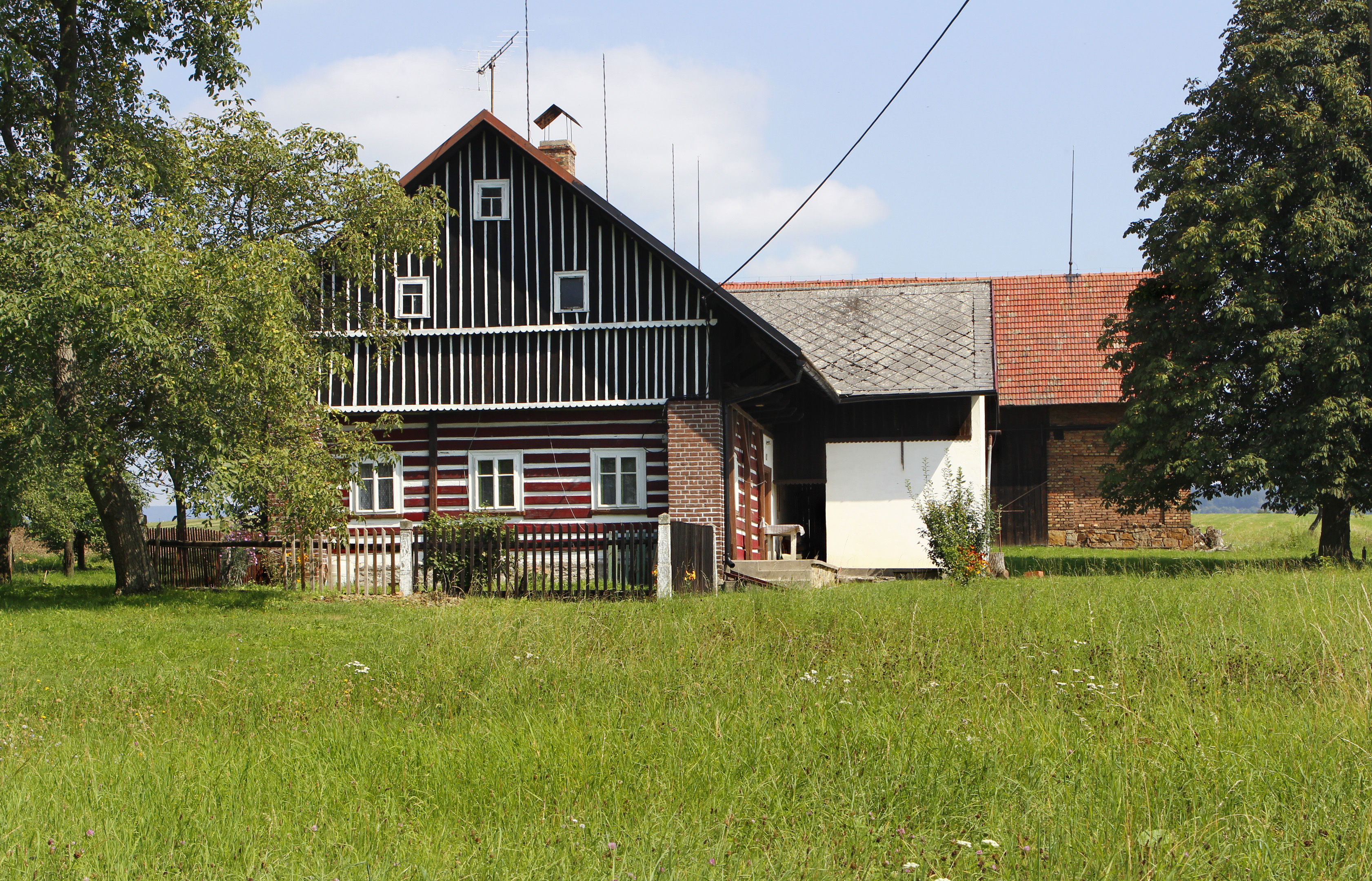
Chalupa ve Lhotě u Dobrušky
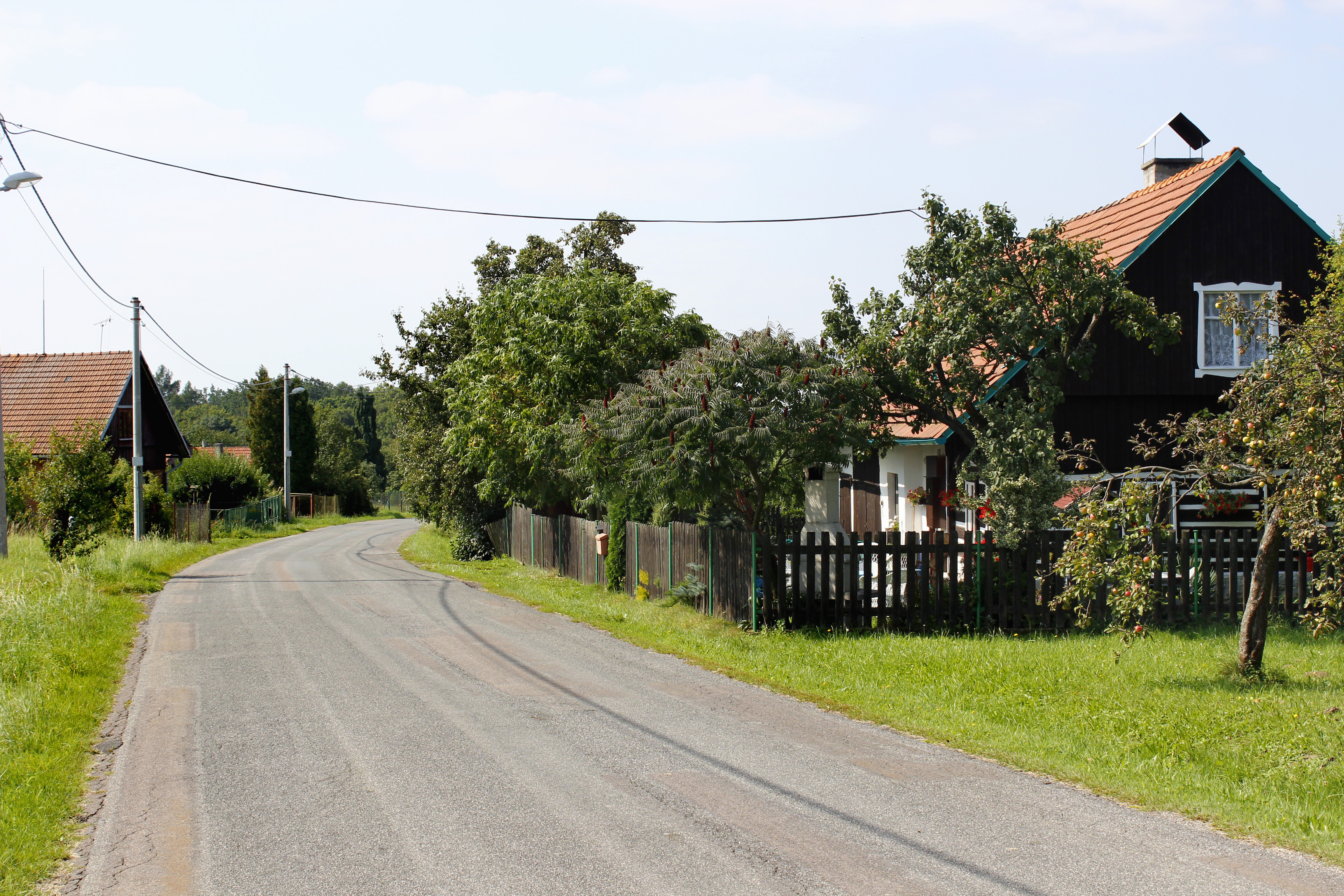
Jižní část Netřeby
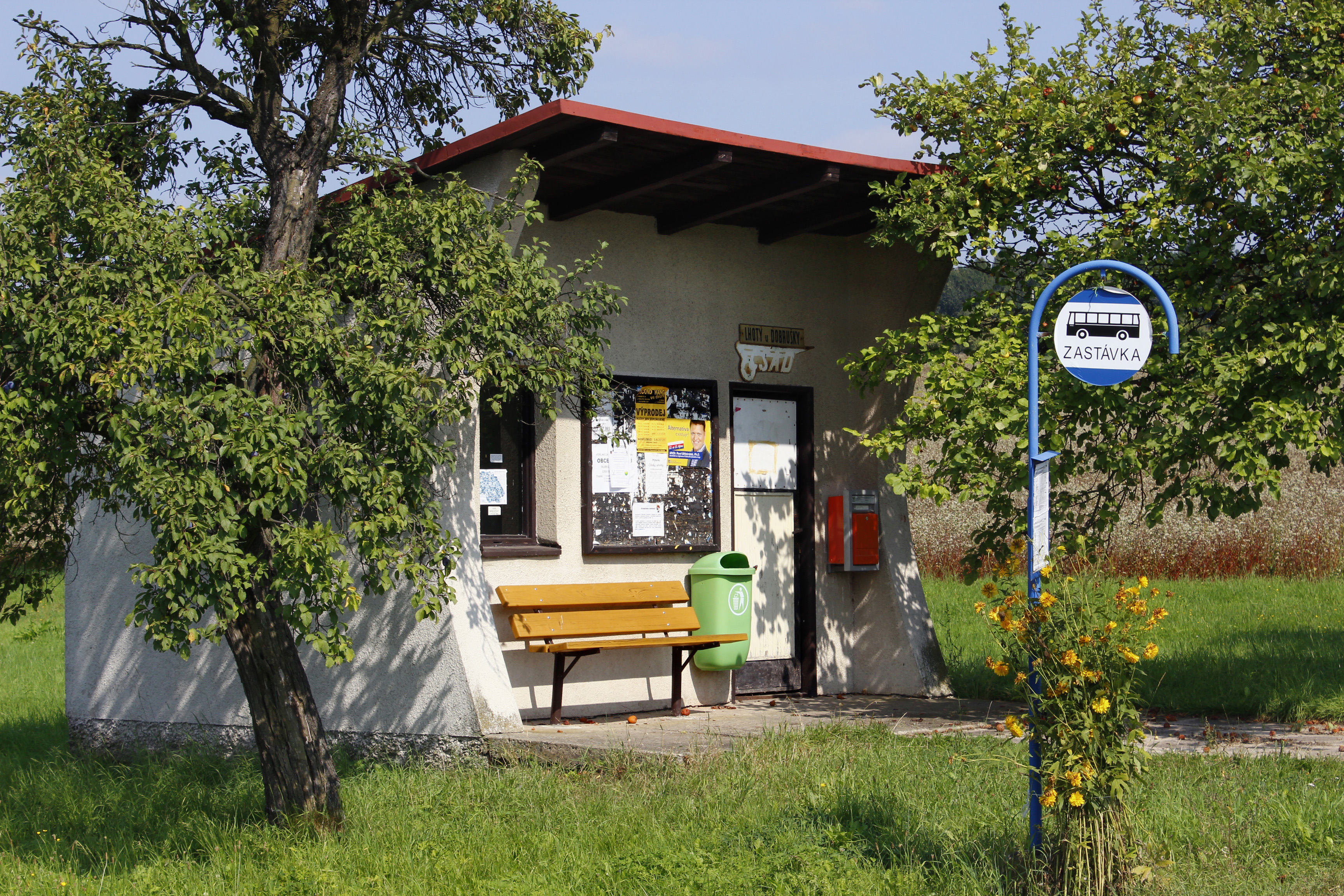
Autobusová zastávka